# Veľký Kamenec
Veľký Kamenec (Hongaars: Nagykövesd) is een Slowaakse gemeente in de regio Košice, en maakt deel uit van het district Trebišov.
Veľký Kamenec telt 803 inwoners.
De gemeente had in 2011 806 inwoners waarvan 692 Hongaren en 70 Slowaken. Het behoort hiermee tot het Hongaars taalgebied aan de zuidgrens van Slowakije.

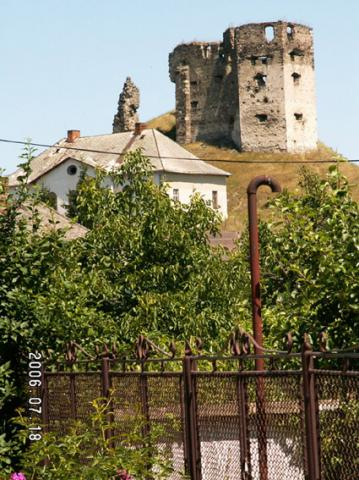
Veľký Kamenec